# كارل ديسيروث
كارل ديسيروث (بالإنجليزية: Karl Deisseroth) (من مواليد 18 نوفمبر 1971) هو أستاذ الهندسة الحيوية والطب النفسي والعلوم السلوكية في جامعة ستانفورد.

## تعليمه
حصل ديسيروث على درجة البكالوريوس في العلوم البيوكيميائية من جامعة هارفارد وحصل على درجة الدكتوراه في علم الأعصاب من جامعة ستانفورد في عام 1998، وأكمل التدريب الطبي والطب النفسي في كلية ستانفورد الطبية. اشتهر ديسيروث بأنه طوّر تقنيات كلاريتي في علم البصريات الوراثي، وتطبيق استراتيجيات بصرية وراثية متكاملة لدراسة وظيفة الدائرة العصبية العادية، فضلًا عن الاختلال وظيفي في الأمراض العصبية والنفسية. اعتبر مختبره في جامعة ستانفورد منذ عام 2004، بمثابة مستشفى نفسية في جامعة ستانفورد، التابعة لمعهد هوارد هيوز الطبي منذ عام 2009. يعمل ديسيروث منذ عام 2014 كأستاذ مساعد أجنبي في معهد كارولينسكا الطبي المرموق في السويد.

## الأبحاث
نشر مختبر ديسيروث في عام 2005، بما في ذلك طلاب الدراسات العليا إدوارد بويدن وتشانغ فنغ، أول بحث لاستخدام جينات أوبسين الميكروبية لتحقيق السيطرة البصرية للخلايا العصبية، مما يسمح بالتحكم الكامل مع إمكانات العمل مع الضوء في الميلي ثانية الواحدة. أطلق ديسيروث على هذا المجال اسم «علم البصريات الوراثي» في عام 2006 مع متابعة تطوير هذا المجال باستخدام التكنولوجيا، مما أدى إلى العديد من التطبيقات بما في ذلك الطب النفسي والأعصاب. وصفت مجلة نيتشر ميثودس لعلم البصريات الوراثي في عام 2010 «أسلوب السنة».
حصل ديسيروث على جائزة الإنجاز في علوم الحياة في 29 نوفمبر 2015.
حصل ديسيروث أيضًا على جائزة حدود مؤسسة ببفا لعام 2015 للمعرفة في الطب الحيوي، بالاشتراك مع إدوارد بويدن وجيرو ميسنبوك، لتطوير علم البصريات الوراثي، وهي التقنية الأكثر دقة لدراسة الدماغ اليوم.

## الأوسمة والجوائز
- 2005 جائزة بايونير لمعاهد الوطنية للصحة

- 2010 جائزة هفسب ناكاسون
- 2010 جائزة كويتسر
- 2011 جائزة ألدين سبنسر أوارد[23]
- 2012 جائزة بيرل-ونك للعلوم العصبية
- 2013 جائزة جولدمان راكيك لبحوث علم الأعصاب الإدراكي، ومؤسسة أبحاث الدماغ والسلوك
- 2013 جائزة ريتشارد لونسبري
- 2013 جائزة يعقوب هيسكيل غاباي[24]
- 2013 جائزة الدماغ، لوندبيكفوندن[25]
- 2014 جائزة كيو للعلوم الطبية[26]
- 2015 جائزة مركز ألباني الطبي[27]
- 2015 جائزة لوري في العلوم الطبية الحيوية[23]
- 2015 جائزة الإنجاز في علوم الحياة[22]
- 2016 جائزة هارفي[28]
- 2016 جائزة ماسري
- 2017 جائزة فريسنيوس للبحوث
- ديسيروث هو عضو في الأكاديمية الوطنية للطب، والأكاديمية الوطنية للعلوم. يشغل ديسيروث أيضًا عضو المجلس العلمي لمؤسسة أبحاث الدماغ والسلوك.

## روابط خارجية
- Academic home page, with links to resource pages
- Howard Hughes Medical Institute bio نسخة محفوظة 23 أبريل 2013 على موقع واي باك مشين.
- Stanford OTL Inventor Portfolio - Karl Deisseroth